# Dothidea insculpta
Dothidea insculpta är en svampart som beskrevs av Wallr. 1833. Dothidea insculpta ingår i släktet Dothidea och familjen Dothideaceae.   Inga underarter finns listade i Catalogue of Life.